# Martin Broberg
Martin Broberg (* 24. September 1990 in Karlskoga) ist ein ehemaliger schwedischer Fußballspieler. Der Mittelfeldspieler debütierte 2010 im schwedischen Profifußball.

## Sportlicher Werdegang
Broberg spielte in der Jugend bei Karlskoga SK und KB Karlskoga. 2009 wechselte er zum seinerzeitigen Drittligisten Degerfors IF, mit dem er am Ende seiner ersten Spielzeit in die Superettan aufstieg. 2012 folgte der Wechsel zu Djurgårdens IF in die Allsvenskan, im Sommer 2015 wechselte er innerhalb der höchsten Liga zum im Abstiegskampf befindlichen Örebro SK. Nach 2 Jahren in Norwegen bei Odds BK wechselte er 2019 zurück nach Örebro und beendet 2023 seine Karriere.